# Ceratozamia fuscoviridis
{{#ifeq:0|0|{{#if:|{{#if:Ceratozamiafuscoviridis|[[]}}|}}}}
Ceratozamia fuscoviridis — вид голонасінних рослин класу саговникоподібні (Cycadopsida).

## Опис
Рослини деревовиді. Листків 10 в кроні. Нові паростки бронзові, червоні або шоколадно-коричневі. Листки світло або яскраво-зелені, напівглянсові. Пилкові шишки жовто-зелені. Насіннєві шишки жовто-зелені. Насіння яйцеподібне. 

## Поширення, екологія
Країни поширення: Мексика (Ідальґо). 